# Supernatural (série de televisão)
Supernatural (bra/prt: Sobrenatural) é uma série de televisão estadunidense de fantasia sombria e urbana criada por Eric Kripke, produzida pela Warner Bros. Television em parceria com a Wonderland Sound and Vision, que estreou em 13 de setembro de 2005 no canal The WB, e depois tornou-se parte da programação do canal The CW, sendo finalizada em 19 de novembro de 2020. A série narra a história de dois irmãos, Sam e Dean Winchester, interpretados respectivamente por Jared Padalecki e Jensen Ackles, que caçam demônios, fantasmas, monstros, vampiros e outras criaturas sobrenaturais no mundo.
Eric Kripke estava desenvolvendo Supernatural há quase dez anos; na sua ideia original, os Winchesters não existiam. A história se baseava em jornalistas que relatavam em suas notícias acontecimentos sobrenaturais. Como a The WB Television Network, emissora original do programa, não aprovou a ideia, Kripke reformulou o conceito da série e teve a aprovação. Os produtores executivos originais são Kripke, McG e Robert Singer (mesmo nome do personagem da série).
As filmagens ocorriam em Vancouver, no estado da Colúmbia Britânica, no Canadá. Seu episódio piloto foi visto por mais de 5,69 milhões de telespectadores, e o índice de audiência dos quatro primeiros episódios levou ao canal The WB produzir uma primeira temporada completa de 22 episódios. Originalmente, Kripke planejou a série para três temporadas, mas posteriormente expandiu para cinco. A quinta temporada, que estreou em 10 de setembro de 2009, encerrou o enredo principal da série; no entanto, devido a popularidade da série, o canal The CW decidiu continuar a produção.
Em 31 de janeiro de 2019, a The CW renovou a série para uma décima quinta e última temporada, contando com 20 episódios. A série chegou ao seu episódio final no dia 19 de novembro de 2020, sendo a mais duradoura do canal, com 327 episódios, e a última série das extinta emissora The WB, a ser transmitida pela CW.
No Brasil, a série foi exibida de 2006 a 2018 pelo SBT e é reexibida desde então pelo canal pago Warner Channel.

## Elenco
| Artista           | Personagem      | Temporada       | Temporada       | Temporada       | Temporada       | Temporada       | Temporada       | Temporada       | Temporada       | Temporada       | Temporada       | Temporada       | Temporada       | Temporada       | Temporada       | Temporada          |
| Artista           | Personagem      | 1               | 2               | 3               | 4               | 5               | 6               | 7               | 8               | 9               | 10              | 11              | 12              | 13              | 14              | 15                 |
| ----------------- | --------------- | --------------- | --------------- | --------------- | --------------- | --------------- | --------------- | --------------- | --------------- | --------------- | --------------- | --------------- | --------------- | --------------- | --------------- | ------------------ |
| Jared Padalecki   | Sam Winchester  | Regular         | Regular         | Regular         | Regular         | Regular         | Regular         | Regular         | Regular         | Regular         | Regular         | Regular         | Regular         | Regular         | Regular         | Regular            |
| Jensen Ackles     | Dean Winchester | Regular         | Regular         | Regular         | Regular         | Regular         | Regular         | Regular         | Regular         | Regular         | Regular         | Regular         | Regular         | Regular         | Regular         | Regular            |
| Katie Cassidy     | Ruby            | Does not appear | Does not appear | Regular         | Does not appear | Does not appear | Does not appear | Does not appear | Does not appear | Does not appear | Does not appear | Does not appear | Does not appear | Does not appear | Does not appear | Does not appear    |
| Genevieve Cortese | Ruby            | Does not appear | Does not appear | Does not appear | Recorrente      | Does not appear | Participação    | Does not appear | Does not appear | Does not appear | Does not appear | Does not appear | Does not appear | Does not appear | Does not appear | Convidada          |
| Lauren Cohan      | Bela Talbot     | Does not appear | Does not appear | Regular         | Does not appear | Does not appear | Does not appear | Does not appear | Does not appear | Does not appear | Does not appear | Does not appear | Does not appear | Does not appear | Does not appear | Does not appear    |
| Misha Collins     | Castiel         | Does not appear | Does not appear | Does not appear | Recorrente      | Regular         | Regular         | Recorrente      | Recorrente      | Regular         | Regular         | Regular         | Regular         | Regular         | Regular         | Regular            |
| Mark A. Sheppard  | Crowley         | Does not appear | Does not appear | Does not appear | Does not appear | Recorrente      | Recorrente      | Recorrente      | Recorrente      | Recorrente      | Regular         | Regular         | Regular         | Does not appear | Does not appear | Does not appear    |
| Mark Pellegrino   | Lucifer         | Does not appear | Does not appear | Does not appear | Does not appear | Recorrente      | Does not appear | Recorrente      | Does not appear | Does not appear | Does not appear | Recorrente      | Regular         | Regular         | Does not appear | Convidado Especial |
| Mark Pellegrino   | Nick            | Does not appear | Does not appear | Does not appear | Does not appear | Participação    | Does not appear | Does not appear | Does not appear | Does not appear | Does not appear | Does not appear | Does not appear | Does not appear | Regular         | Does not appear    |
| Alexander Calvert | Jack Kline      | Does not appear | Does not appear | Does not appear | Does not appear | Does not appear | Does not appear | Does not appear | Does not appear | Does not appear | Does not appear | Does not appear | Participação    | Regular         | Regular         | Regular            |
| Alexander Calvert | Belphegor       | Does not appear | Does not appear | Does not appear | Does not appear | Does not appear | Does not appear | Does not appear | Does not appear | Does not appear | Does not appear | Does not appear | Does not appear | Does not appear | Does not appear | Regular            |

## Temporadas
A série segue os irmãos Sam Winchester e Dean Winchester que viajam por toda a América em um Chevrolet Impala 1967 preto investigando e combatendo eventos paranormais e outras ocorrências inexplicáveis, muitas delas baseadas em lendas urbanas americanas e folclore, assim como diferentes criaturas sobrenaturais.
| Temporada | Temporada | Episódios | Episódios | Originalmente exibido  | Originalmente exibido  | Originalmente exibido |
| Temporada | Temporada | Episódios | Episódios | Estreia da temporada   | Final da temporada     | Emissora              |
| --------- | --------- | --------- | --------- | ---------------------- | ---------------------- | --------------------- |
|           | 1         | 22        | 22        | 13 de setembro de 2005 | 4 de maio de 2006      | The WB                |
|           | 2         | 22        | 22        | 28 de setembro de 2006 | 17 de maio de 2007     | The CW                |
|           | 3         | 16        | 16        | 4 de outubro de 2007   | 15 de maio de 2008     | The CW                |
|           | 4         | 22        | 22        | 18 de setembro de 2008 | 14 de maio de 2009     | The CW                |
|           | 5         | 22        | 22        | 10 de setembro de 2009 | 13 de maio de 2010     | The CW                |
|           | 6         | 22        | 22        | 24 de setembro de 2010 | 20 de maio de 2011     | The CW                |
|           | 7         | 23        | 23        | 23 de setembro de 2011 | 18 de maio de 2012     | The CW                |
|           | 8         | 23        | 23        | 3 de outubro de 2012   | 15 de maio de 2013     | The CW                |
|           | 9         | 23        | 23        | 8 de outubro de 2013   | 20 de maio de 2014     | The CW                |
|           | 10        | 23        | 23        | 7 de outubro de 2014   | 20 de maio de 2015     | The CW                |
|           | 11        | 23        | 23        | 7 de outubro de 2015   | 25 de maio de 2016     | The CW                |
|           | 12        | 23        | 23        | 13 de outubro de 2016  | 18 de maio de 2017     | The CW                |
|           | 13        | 23        | 23        | 12 de outubro de 2017  | 17 de maio de 2018     | The CW                |
|           | 14        | 20        | 20        | 11 de outubro de 2018  | 25 de abril de 2019    | The CW                |
|           | 15        | 20        | 20        | 10 de outubro de 2019  | 19 de novembro de 2020 | The CW                |

## Produção

### Criação e concepção

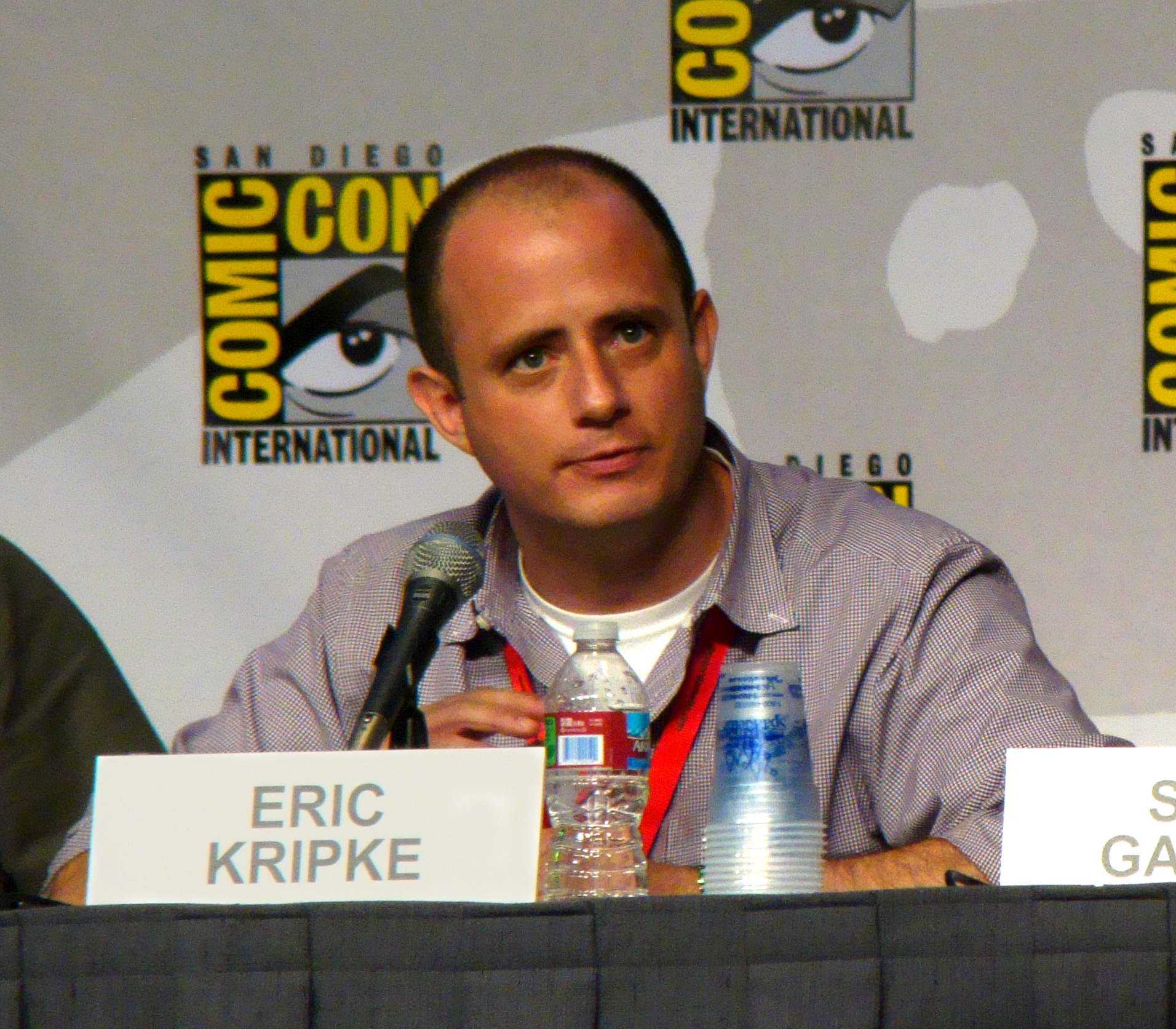
Eric Kripke, o criador da série.

Antes de levar Supernatural para a televisão, o criador Eric Kripke tinha desenvolvido a série durante quase dez anos, tendo sido fascinado por lendas urbanas desde que era criança. Apesar de ter pensado em Supernatural como um filme, passou anos tentando vender a ideia num formato de série de televisão. O conceito passou por várias fases antes de se tornar no produto final, e mudou de uma antologia sobre o paranormal para um grupo de jornalistas que viajavam pelo país numa van "lutando contra demônios em busca da verdade". Kripke queria que fosse uma série na estrada por achar que essa era "a melhor forma de contar essas histórias porque é puro, despojado e incomparavelmente americano... Estas histórias existem em várias pequenas cidades espalhadas por todo o país, e faz muito mais sentido chegar e ir embora destas histórias dirigindo". Devido ao fato de já ter trabalhado anteriormente com a WB com a série Tarzan, Kripke teve a oportunidade de propor ideias de programas ao canal, e aproveitou a oportunidade para Supernatural. Porém, o canal não gostou da sua ideia dos jornalistas, por isso Kripke decidiu que os personagens principais eram dois irmãos e que eles são de Lawrence, no Kansas, devido à proximidade da cidade ao Stull Cemetery, um local famoso por suas lendas urbanas.
Quanto ao nome que daria aos protagonistas, Kripke decidiu que se chamariam "Sal" e "Dean" como homenagem ao romance On the Road, de Jack Kerouac. Contudo, achou que "Sal" não era o melhor nome para um personagem principal e mudou-o para "Sam". Originalmente, o último nome dos irmãos seria "Harrison" para fazer referência ao ator Harrison Ford, visto que Kripke queria que Dean tivesse "a presunção ousada e imprudente de Han Solo". Porém, havia um Sam Harrison que morava no Kansas, por isso o nome teve de ser mudado por razões legais. Para combinar o seu interesse na Winchester Mystery House e o seu desejo de dar um aspecto de "Oeste moderno" à série, Kripke deu-lhes o sobrenome de "Winchester". Contudo, também isto criou um problema. O nome original do pai de Sam e Dean era "Jack" e também havia um Jack Winchester no Kansas, o que forçou Kripke a mudar o nome do personagem para "John".

Quando era mais jovem, Kripke gostava de ver séries em que o carro era um símbolo da mesma, como é o caso de The Dukes of Hazzard e Knight Rider. Isto levou-o a incluir um em Supernatural. Originalmente queria que o carro fosse um Mustang de 65, mas o seu vizinho convenceu-o a mudá-lo para um Impala de 67, uma vez que "você não pode colocar um cadáver no porta-malas" e porque "queria um carro que, quando para num sinal, faça as pessoas trancar as portas".  Kripke disse, "É o Rottweiler dos carros, e eu penso que isso dá mais autenticidade aos fãs de carros por causa disso, porque não é um carro bonito. É um carro agressivo, musculoso, e eu acho que é a isso que as pessoas reagem, porque se encaixa tão bem no tom do nosso programa".

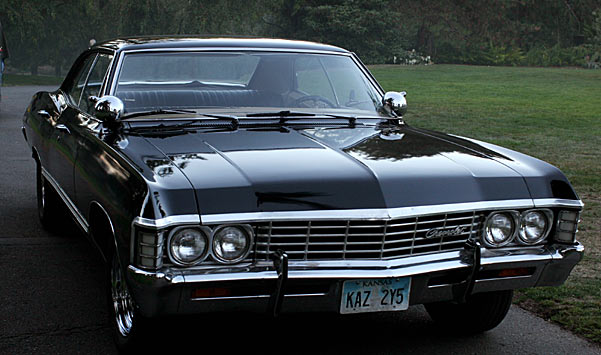
Chevrolet Impala 1967 (padrão) utilizado na série Supernatural

Kripke já tinha apresentado a série para Peter Johnson, um produtor executivo da Fox, e quando ele passou a ser presidente da Wonderland Sound and Vision, contratou Kripke. Pouco depois, Johnson envolveu-se no programa como coprodutor executivo, juntamente com McG, e a empresa de produção comprometeu-se a fazer o episódio piloto. Porém, antes do piloto começar a ser filmado, alguns problemas com o roteiro precisavam ser resolvidos. Originalmente, os irmãos não foram criados por seu pai, mas sim pelos seus tios. Assim, quando Dean pedia a ajuda de Sam no episódio piloto, tinha que convencer seu irmão sobre a existência do sobrenatural. Contudo, Kripke percebeu que desta forma o passado dos personagens principais teria sido muito complicado, e reescreveu o roteiro junto com Johnson de forma a que o pai de Sam e Dean os tivesse criado para serem caçadores. O roteiro passou por várias revisões. Uma das ideias originais era a de Jessica, namorada de Sam, ser na verdade um demônio e que tal revelação levaria Sam a juntar-se a Dean na sua viagem; contudo, Kripke achava que era mais apropriado que a motivação de Sam fosse a morte de Jessica, por isso decidiu matá-la da mesma forma que matou a mãe dos irmãos. Outro dos conceitos revistos foi o de Sam pensar que Dean era um assassino em série que matou o seu pai e seria este quem morreria em vez de Jessica. As filmagens do episódio piloto receberam luz verde após o diretor David Nutter, que já tinha trabalhado com Kripke em Tarzan, ter-se juntado ao projeto. Quando o canal comprou a série completa, o estúdio contratou Robert Singer para produtor executivo uma vez que queriam que Kripke trabalhasse com alguém com experiência. O coprodutor executivo, John Shiban, também foi contratado para a ajudar a desenvolver a mitologia da série devido ao seu trabalho em The X-Files. Kripke tinha um plano da mitologia para três temporadas, mas mais tarde expandiu-o para cinco e esperava terminar a série em alta.

### Protagonistas
|                                                          |  |  |
| Jared Padalecki e Jensen Ackles, protagonistas da série. |  |  |

Para interpretar os irmãos Sam e Dean Winchester, a escolha deu-se aos atores Jared Padalecki e Jensen Ackles, respectivamente. Kripke queria o mais semelhante o possível a Luke Skywalker e Han Solo de Star Wars.
Padalecki conhecia os produtores executivos McG e David Nutter, os primeiros a convencê-lo para fazer um teste para o papel de Sam. O ator tornou-se interessado no papel graças ao seu gosto por séries de terror, como The X-Files e Twilight Zone, que ele achou semelhante a Supernatural. Ele também estava animado para interpretar "o herói relutante", comparando Sam a personagens como Neo de Matrix e Luke Skywalker de Star Wars.
Ackles foi originalmente convidado por Nutter para fazer um teste para o papel de Sam, mas o ator preferiu o personagem de Dean após ler o roteiro.

### Escrita
A equipe da primeira temporada consistiu de Kripke e outros cinco roteiristas, que ajudaram especialmente na pesquisa de lendas urbanas. O tom da série foi muito influenciado por filmes como Poltergeist, onde os eventos paranormais ocorrem em um ambiente familiar ao invés de uma localização remota, Evil Dead II e Um Lobisomem Americano em Londres, onde, além do sobrenatural, há também uma boa dose de comédia. Comentando sobre o primeiro filme, Kripke acrescentou: "É a ideia de que o terror pode acontecer em seu próprio quintal. Quantos espectadores estão preocupados com um vampiro em um castelo abandonado?" Outras influências incluem The Two Sisters os filmes de terror asiáticos The Eye, Ju-on e Ringu. A partir da quarta temporada, com a introdução da mitologia cristã na trama, Kripke disse que se inspirou no poema épico Paraíso Perdido, de John Milton. Kripke inicialmente não queria anjos para ser destaque em Supernatural, acreditando que Deus operou através de caçadores em vez de anjos. No entanto, com tantos vilões demoníacos, ele e os roteiristas mudaram de ideia quando perceberam que a série precisava de anjos para criar uma "batalha cósmica". Como Kripke disse, "Nós tivemos o império, mas nós realmente não temos a rebelião". Kripke sempre quis ter uma história com poucos personagens centrais, mas com grandes batalhas no fundo, comparável a Star Wars e O Senhor dos Anéis, e a introdução de anjos permitia isso a Supernatural. Kripke descobriu que abriu muitas novas histórias.

"Sempre foi uma série sobre a família, muito mais do que qualquer outra coisa. A mitologia é apenas um motor para levantar questões sobre a família. Um irmão mais velho cuidando de um irmão mais novo, querendo saber se você tem que matar a pessoa que você mais ama, a lealdade familiar contra a obrigação da família bem maior, em comparação com a felicidade pessoal... "

De acordo com Kripke, o objetivo original de Supernatural era concentrar-se apenas nos monstros semanais, com Sam e Dean sendo o único denominador comum em uma série de curtas-metragens de terror. Seu único desejo era apenas "assustar as pessoas a fundo". No entanto, em alguns episódios, Kripke e o produtor executivo Bob Singer perceberam a química na tela entre Jared Padalecki e Jensen Ackles. Essa revelação causou uma mudança na série, focando mais os irmãos que os próprios monstros, baseando o monstro semanal em torno do enredo que queriam para os Winchesters. Segundo Kripke, "... às vezes nós nem sequer temos o monstro até a maneira no final do intervalo, porque é mais importante focar os irmãos e a tensão e a ansiedade criada entre eles".
Ao contrário de séries com a "mitologia infinita", como Lost, Kripke preferiu manter a mitologia de Supernatural simples, dizendo: "É tão difícil ir temporada após temporada, com um mistério e, em seguida, fornecer uma resposta que vai ser satisfatória." Ele optou ter a estrutura da série como o dos primeiros episódios de The X-Files, com episódios da mitologia baseada em propagação através de muitos episódios de autoincluído-Supernatural geralmente com três episódios de autofechado seguido por um episódio de mitologia. Com este formato, os telespectadores não precisam ter conhecimento prévio da mitologia, "podendo começar a acompanhar a série a qualquer momento".

### Música
A série apresenta uma síntese de incisão orquestral, apesar dos instrumentos reais, como violões e violoncelos serem usados raramente. Ao contrário de outros programas de televisão, Supernatural apresenta dois compositores: Christopher Lennertz e Jay Gruska. Eles escreveram temas próprios para os episódios e personagens. Enquanto canções originais são usadas em todos os episódios, um outro aspecto importante da série é o "Rock Clássico". O criador Eric Kripke exigiu que alguns episódios tivessem músicas de algumas de suas bandas favoritas, como, o Led Zeppelin, Blue Öyster Cult e AC/DC, mas por vezes, Lennertz e Gruska foram obrigados a escrever seções curtas de Rock para preencher lacunas de quinze a vinte segundos, devido ao alto custo para adquirir os direitos de músicas conhecidas. Normalmente, no último episódio de cada temporada, a música "Carry On Wayward Son", do Kansas, é tocada no início.

### Local das filmagens
Embora o episódio piloto tenha sido filmado em Los Angeles, as filmagens principais tem lugar em Vancouver, na Columbia Britânica. Assim, as filmagens em locação geralmente ocorrem na área. O episódio "Dead in the Water" foi filmado no lago Buntzen, e as cenas finais do episódio "Simon Said" foram filmados na barragem Cleveland. Outros locais utilizados em Supernatural são muitas vezes reutilizados duas ou três vezes, com o departamento de arte fazendo alterações para dissimular isso. O parque Heritage em Burnaby tem sido usado como um cemitério no episódio "Red Sky at Morning", e como a localização da casa do pão de gengibre no episódio "Bedtime Stories". Além disso, o hospital Riverview em Coquitlam tem servido muitos cenários para a série, incluindo um asilo no episódio "Asylum", um hospital no episódio "In My Time of Dying", e uma prisão no episódio "Folsom Prison Blues". Por causa dos episódios ocorrerem geralmente no meio do nada, as filmagens realizam-se muitas vezes em uma antiga base militar. Depois de ter sido fechada por anos, os edifícios foram removidos, deixando apenas as estradas em que conjuntos são erguidos, como para cenas em encruzilhadas.

## Distribuição

### Online
Ao invés de ter a estreia da série na televisão, a WB fez o episódio piloto disponível para streaming on-line através do Yahoo! uma semana antes de ser definido para estreia no canal como parte de um projeto promocional. Após a transição para The CW, episódios de Supernatural foram adicionados à iTunes Store da Apple a partir de dezembro de 2006, sendo uma das primeiras séries da CW a serem disponibilizadas para venda on-line. No mês seguinte, a rede começou a transmitir episódios da série em seu site com interrupção comercial limitada, disponível por até quatro semanas após as aberturas iniciais. A partir do dia 11 de janeiro de 2007, a Network Ten da Austrália também começou a oferecer episódios completos para download através do site, por meio de um acordo com a Warner Bros. Television. Para combater a pirataria, Ten estreou a segunda temporada cinco dias antes de sua transmissão inicial no país, tornando Supernatural o primeiro grande show de rede disponível para download gratuito na Austrália antes de ser exibido. Os episódios seguintes ficaram disponíveis on-line apenas algumas horas depois de serem televisionados. Na mesma época, os episódios também foram disponibilizados para download no Xbox Live Marketplace da Microsoft. Em setembro de 2008, a Amazon.com lançou seu serviço de televisão on-demand, com Supernatural sendo um dos programas disponíveis para venda.

### Lançamento de DVD e Blu-Ray
| Temporada | Temporada | Episódios | Data de lançamento de DVD e Blu-ray                          | Data de lançamento de DVD e Blu-ray                         | Data de lançamento de DVD e Blu-ray                         |
| Temporada | Temporada | Episódios | Região 1                                                     | Região 2                                                    | Região 4                                                    |
| --------- | --------- | --------- | ------------------------------------------------------------ | ----------------------------------------------------------- | ----------------------------------------------------------- |
|           | 1         | 22        | 5 de setembro de 2005 (DVD) 15 de junho de 2010 (Blu-ray)    | 2 de outubro de 2006 (DVD) 22 de agosto de 2011 (Blu-ray)   | 6 de setembro de 2006 (DVD) 27 de outubro de 2007 (Blu-ray) |
|           | 2         | 22        | 11 de setembro de 2007 (DVD) 14 de junho de 2010 (Blu-ray)   | 29 de outubro de 2007 (DVD) 22 de agosto de 2011 (Blu-ray)  | 3 de outubro de 2007 (DVD) 26 de outubro de 2011 (Blu-ray)  |
|           | 3         | 16        | 2 de setembro de 2008 (DVD) 11 de novembro de 2008 (Blu-ray) | 25 de agosto de 2008 (DVD) 10 de novembro de 2008 (Blu-ray) | 30 de setembro de 2008 (DVD) 4 de março de 2009 (Blu-ray)   |
|           | 4         | 22        | 1 de setembro de 2009                                        | 2 de novembro de 2009                                       | 6 de janeiro de 2010                                        |
|           | 5         | 22        | 7 de setembro de 2010                                        | 18 de outubro de 2010                                       | 10 de novembro de 2010                                      |
|           | 6         | 22        | 13 de setembro de 2011                                       | 7 de novembro de 2011                                       | 2 de novembro de 2011                                       |
|           | 7         | 23        | 18 de setembro de 2012                                       | 5 de novembro de 2012                                       | 31 de outubro de 2012                                       |
|           | 8         | 23        | 10 de setembro de 2013                                       | 28 de outubro de 2013                                       | 25 de setembro de 2013                                      |
|           | 9         | 23        | 9 de setembro de 2014                                        | 8 de junho de 2014                                          | 8 de outubro de 2014                                        |
|           | 10        | 23        | 8 de setembro de 2015                                        | 21 de março de 2016                                         | 9 de setembro de 2015                                       |
|           | 11        | 23        | 6 de setembro de 2016                                        | ASA                                                         | 9 de setembro de 2016                                       |

## Impacto

### Audiência
Após os quatro primeiros episódios de Supernatural exibido em 2005, The WB decidiu encomendar a série para uma temporada completa de 22 episódios. Durante esses primeiros episódios, a série ficou em terceiro lugar em homens com idade entre 18-34 e 12-34. Também registou um aumento de 73% nos homens com idades compreendidas entre os 18 e os 49 anos em relação ao ano anterior, embora apenas ganhasse 4% no total de telespectadores, e manteve 91% dos telespectadores de Gilmore Girls. Supernatural teve avaliações baixas durante sua segunda temporada, com os espectadores consistindo principalmente de meninas adolescentes, e The CW tentando atrair mais espectadores masculinos. O futuro da série estava em dúvida no final da segunda temporada. Apesar das avaliações medíocres no ano precedente, ela estava de volta para uma terceira temporada. Embora a classificação de sua terceira temporada foi baixa, ela fez bem com os espectadores com idade entre 18-49 anos. Nesta categoria, classificou a oitava de todas as séries de retorno transmitidas por uma grande rede. A série recebeu uma encomenda adiantada para sua quarta temporada. As classificações da série aumentaram em sua quarta temporada. A estreia da quarta temporada foi ao ar em 18 de setembro de 2008, com a média de sua audiência mais alta desde sua estreia no The CW com 3,96 milhões de telespectadores, 33% na estreia da temporada e 1,7 / 5 nos adultos de 18-49, 42 % do ano anterior. Em 16 de outubro de 2008, a série foi vista por 3,06 milhões de espectadores, fazendo a menor audiência da temporada. Em 30 de outubro de 2008, a série subiu para seu melhor desempenho em adultos 18-34 (1,4 / 4), adultos 18-49 (1,5 / 4) e espectadores total (3.6 mil) desde a sua estreia na temporada em 18 de setembro de 2008. Para a estreia da quinta temporada, a audiência aumentou 6% nas mulheres de 18-34 (1,7 / 5) durante a estreia da quarta temporada. No entanto, Tendo em conta as visualizações DVR com os novos dados do Live-Plus 7 Day, a audiência total para a estreia aumentou 38%, com mulheres de 18-34 aumentando em 35% e adultos de 18-34 em 47%.

### Prêmios
O episódio piloto foi nomeado para dois Emmy Awards em 2006, o compositor Christopher Lennertz foi nomeado na categoria de Melhor Trilha Sonora Dramática, e os editores de som receberam uma nomeação de Melhor Edição de Som. Os mesmos foram nomeados na mesma categoria em 2008, pelo episódio "Jus in Bello". A argumentista Raelle Tucker recebeu o Constellation Award de "Melhor Argumento de Ficção Cientifica de 2007" pelo episódio "What Is and What Should Never Be". O episódio piloto também foi nomeado para um Golden Reel Award na categoria de Melhor Edição de Som de Televisão. Os episódios "Salvatin" e "All Hell Breaks Loose, Part 2" foram nomeados na mesma categoria em 2007 e 2008. Além disso, a série também foi nomeada para um Saturn Award na categoria de Melhor Série de Canal Aberto em 2006, 2008 e 2009.
Também teve nomeações ao Teen Choice Awards de 2006, nas categorias de Programa de TV Revelação e Estrela de TV Revelação (Jensen Ackles). Vários anos mais tarde, a série foi nomeada para Série de televisão de Fantasia ou Ficção Científica. Jared Padalecki recebeu uma nomeação na categoria de Ator de televisão: Drama em 2007. Em 2009, a série foi nomeada para um People's Choice Award na categoria de Série de Ficção Científica ou Fantasia Preferida e também para um prêmio GLAAD na categoria de Melhor Episódio Individual (numa série sem uma personagem homossexual regular) pelo episódio da terceira temporada "Ghostfacers", acabando por vencer o People's Choice Award em 2010. 
O elenco não regular da série também já recebeu várias nomeações. Em 2007, Colby Paul foi nomeado para um Young Artist Award na categoria de Melhor Ator de televisão (Comédia ou Drama) - Ator Convidado, seguido em 2008 por Nicholas Elia na mesma categoria pelo episódio da terceira temporada "The Kids Are Alright" e Conchita Campbell pelo episódio "Playthings". Jessica Harmon foi nomeada em 2008 para um Leo Award na categoria de Melhor Atriz Convidada Numa Série de Drama pelo episódio da segunda temporada "All Hell Breaks Loose, Part 1", assim como Mandy Playdon que foi nomeada no ano seguinte pelo episódio "Family Remains". Em 2010 Os Constellation Awards nomearam Jensen Ackles e Misha Collins para Melhor Ator num Episódio de Ficção Cientifica de 2009 (pelos episódios da quinta temporada "The End" e "The Rapture", respectivamente), Alona Tal para Melhor Atriz Num Episódio de Ficção Científica de 2009 (pelo episódio "Abandon All Hope") e Sobrenatural para Melhor Série de Ficção Científica de 2009. No final de 2010, Sobrenatural venceu a capa da revista TV Guide, e no início de 2012 a série é indicada para duas categorias no People's Choice Awards, ganhando ambas. Em 2015, Misha Collins e Jensen Ackles levam o Teen Choice de Melhor Química da televisão.

### Recepção
Tanner Stransky da Entertainment Weekly, deu a nota B à primeira temporada, dizendo que a série "dá a impressão de ser uma apresentação semanal de filmes de terror", mas que "o Chevy Impala de 67 e a trilha sonora dão-lhe credibilidade." Jeff Swindoll do Monsters and Critics "gostou muito" da primeira temporada devido ao seu "conteúdo de terror e à química de irmãos dos protagonistas". Também destacou que a temporada terminou "com um estrondo de suspense para a próxima temporada."  Swindol também gostou da segunda temporada e disse que "ainda funciona graças à química fraterna de Padalecki e Ackles" e que a segunda temporada se tinha centrado mais na mitologia da série. Swindoll também gostou da terceira temporada e disse que "Eric Kripke deve ter vendido a alma ao diabo para a série não sofrer uma queda na terceira temporada." Ao crítico também agradaram os momentos que envolveram o personagem de Bobby Singer (Jim Beaver), comparando-o ao personagem Cooter da série Dukes of Hazzard. Contudo, Daniel Bettridge da Den of Geek! acredita que a greve dos roteiristas prejudicou a temporada, com muitos pontos deixados sem solução e o último episódio dar a sensação de ter sido "um pouco apressado". Ele também achou que as novas personagens femininas, Ruby (Katie Cassidy) e Bela (Lauren Cohan), foram "de uma forma decepcionante, mal exploradas e usadas ineficazmente." Enquanto Diana Steenberg do IGN gostou do fato de ter existido uma história principal durante toda a temporada, com o pacto de Dean, isso fez com que os episódios individuais parecessem atos secundários que encheram até a história principal se desenvolver. Em 2008, a AOL TV colocou o programa na sua lista dos "Maiores Prazeres Culpados da TV".

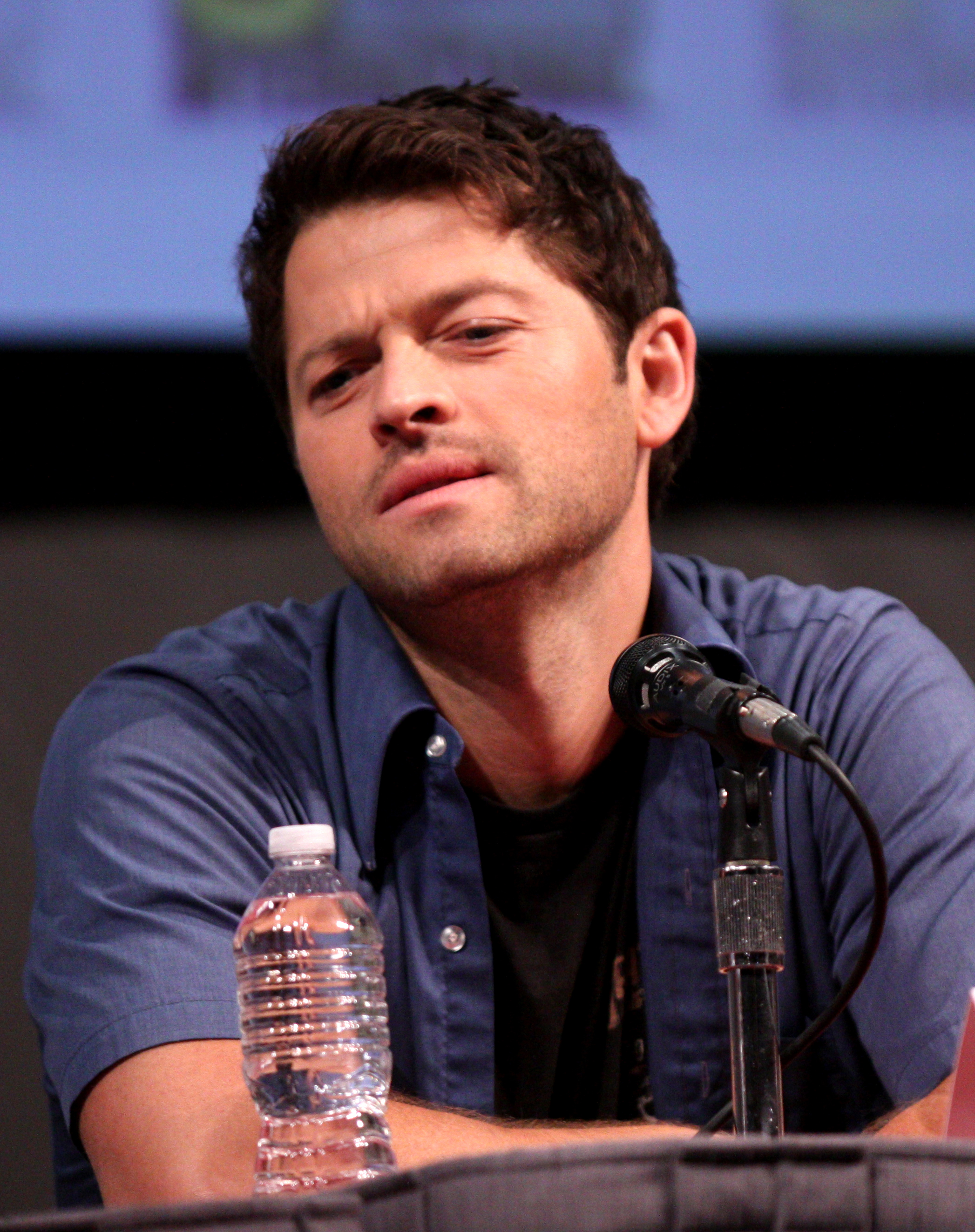
Misha Collins, intérprete de Castiel.

Outro crítico do Monsters and Critics, June L., fez uma crítica positiva da quarta temporada, dizendo que a série se manteve "intrigante e divertida e deu muito que pensar aos espectadores em termos da análise filosófica da natureza do bem e do mal."  Steenberg achou que a série fez a transição de "uma série bem boa para uma série mais do que boa". Elogiou Misha Collins pela forma como interpretou o anjo Castiel e achou que as interações entre Dean e Castiel foram "um dos pontos altos da temporada".  Antes da estreia da quinta temporada, a revista Rolling Stone escolheu a série como uma das "50 Melhores Razões para Assistir TV", citando Sam e Dean Winchester como o "Bo e Luke da caça de demônios." Maureen Ryan do The Chicago Tribune escolheu Supernatural entre as suas dez melhores séries de 2009, afirmando que "a série bem pensada arriscou-se mais e tornou-se mais criativa em 2009, com episódios hilariantes e inovadores e a correr mais riscos com as suas histórias."  Mike Hale do The New York Times também incluiu a série na sua lista de dez melhores desse ano. "Supernatural é atualmente uma das séries mais loucas e divertidas do horário nobre."
Em 2012, a Entertainment Weekly listou a série na posição #19 no "25 Melhores Shows de televisão dos últimos 25 anos", dizendo: "Supernatural começou com uma premissa bastante simples - caras quentes matam coisas assustadoras - mas não ficaria assim por muito tempo. Os personagens literalmente foram ao inferno e voltaram, e ao longo do caminho, eles teceram uma mitologia complexa e envolvente cheia de amigos (anjo Castiel), inimigos recorrentes (demônio Crowley), e piadas (Wincest!). Supernatural tem também, no entanto, episódios dedicados a zombar dos aspectos mais tolos de sua própria existência, como seu fandom exagerado. Esta abordagem autorreferencial premiou os espectadores de longa data e ajudou a construir uma comunidade tão apaixonada, é quase assustador ".

### Fandom

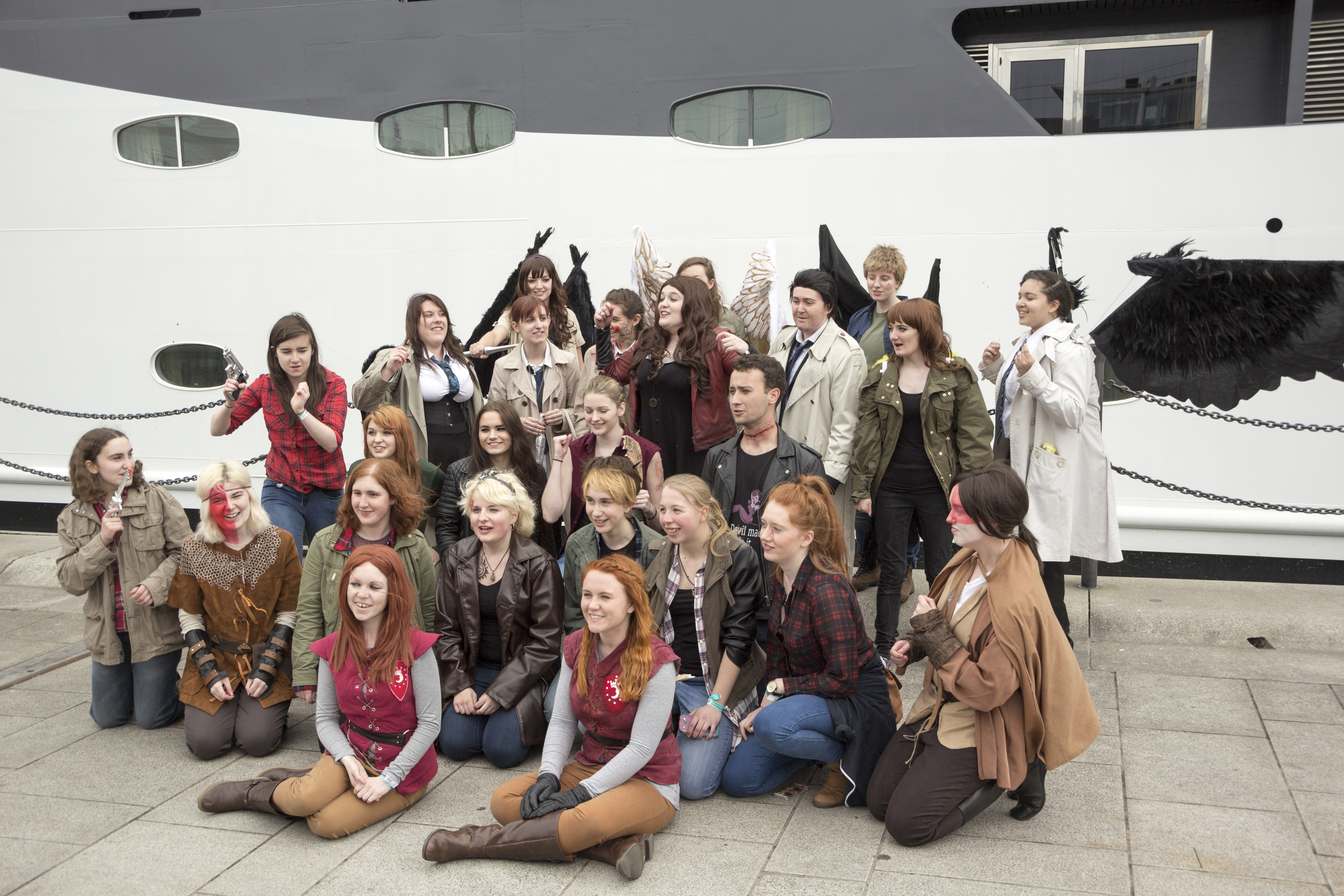
Seguidores da série na Comic-Con 2015 em Londres fazendo cosplays de personagens como Sam, Dean, Castiel, Meg e alguns gladiadores do episódio "LARP and the Real Girl".

Sendo uma série cult, Supernatural tem atraído uma base de fãs dedicada. O Fandom é ativamente online na Internet, em redes sociais e forúns e muitos têm escrito histórias fanfic sobre a série. Os roteiristas referenciaram isto várias vezes na série, incluindo o episódio 200, que faz referências a Wincest, Destiel e Sastiel. As primeiras convenções de fãs dedicados a Supernatural ocorreram em Nashville, Tennessee, em outubro de 2006 e em Londres em maio de 2007, e as convenções desde então se expandiram para a Alemanha e em todo os Estados Unidos. As estrelas da série e grande elenco convidado fazem aparições, com os fãs dos Estados Unidos, Europa, China e Austrália participando.
Antes da estreia da quinta temporada da série, em que Lúcifer é finalmente libertado de sua prisão, os fãs tentaram promover o show através do Twitter. Muitos fãs postaram a hashtag "#LuciferIsComing" que a transformou em "tópicos de tendências"  - uma lista retratando palavras e frases publicadas com a maior frequência no site. No entanto, os usuários do Twitter que não sabiam das intenções dos fãs responderam com vários posts de "#GodIsHere", e o tópico foi bloqueado dos tópicos de tendências do Twitter após reclamações. O ator Misha Collins, que interpreta Castiel na série, tentou continuar a campanha pedindo que os fãs publicassem "#PDiddyIsScaredOfHisTV", sendo o rapper P. Diddy o que muitos fãs acreditam ser o instigador da repercussão inicial. No entanto, depois de uma hora, esta tentativa de tendência do tema também foi bloqueada pelo Twitter.

## Outras mídias

### Mercadoria
Supernatural tem uma vasta quantidade de mercadoria disponível, incluindo calendários, camisetas, copos de doses, tatuagens temporárias e cartazes. Inkworks lançou cromos da série, algumas cartas com autógrafos de atores e amostras de trajes reais usados na série.
O Supernatural Role Playing Game (um jogo de RPG de mesa) foi desenvolvido por Margaret Weis Productions, Ltd. Originalmente programado para lançamento em outubro de 2007, foi adiado até agosto de 2009. O jogo usa material da série, novelas e quadrinhos. Além disso, em 7 de setembro de 2010, Watertower Music lançou Supernatural: Original Television Soundtrack - Seasons 1-5. Apresenta 18 trilhas originais por compositores da série Christopher Lennertz e Jay Gruska. Funko também lançou três figuras de ação Pop! de Dean, Sam e Castiel em 21 de novembro de 2013.

### Quadrinhos
A série também desenvolveu um universo expandido. Quatro minissérie de seis edições foram publicados pela editora de histórias em quadrinhos Wildstorm,  uma subsidiária da DC Comics.
- Supernatural: Origins retrata o início da vida de John, Sam e Dean Winchester, e mostra como John se tornou um caçador.[134]
- Supernatural: Rising Son, "uma história de família disfuncional", detalha Dean quando ele começa a seguir os passos de seu pai.
- Supernatural: Beginnings End mostra os acontecimentos definitivos que levaram Sam a deixar sua família para participar de Stanford.[135]
- Supernatural: Caledonia, nomeado Supernatural: The Dogs of Edinburgh, no Reino Unido, mostra a viagem de Sam Winchester para o Reino Unido enquanto está em Stanford.[136]

As duas primeiras minisséries, Origins e Rising Son, foram escritas por Peter Johnson, um dos coprodutores executivos da série de televisão, enquanto a terceira, Beginnings, foi escrita pelos roteiristas da série de televisão Andrew Dabb e Daniel Loflin. O quadrinista Geoff Johns foi responsável pela backup story da primeira edição de Origins. Embora Kripke foi fortemente envolvido com Origins, a greve dos roteiristas o impediu de ter o mesmo envolvimento com Rising Son. A quarta e última minissérie, Caledonia, foi escrita pelo aclamado escritor Brian Wood.

### Romances
Vários romances baseados na série foram também publicados:
| Título               | Escritor                        | Publicação              | Publicação          | ISBN               |
| -------------------- | ------------------------------- | ----------------------- | ------------------- | ------------------ |
| Nevermore            | Keith R.A. DeCandido            | 31 de julho de 2007     | HarperEntertainment | ISBN 0-06-137090-8 |
| Witch's Canyon       | Jeff Mariotte                   | 30 de outubro de 2007   | HarperEntertainment | ISBN 0-06-137091-6 |
| Bone Key             | Keith R.A. DeCandido            | 26 de agosto de 2008    | HarperEntertainment | ISBN 0-06-143503-1 |
| Heart of the Dragon  | Keith R.A. DeCandido            | 16 de fevereiro de 2010 | Titan Books         | ISBN 1-84856-600-X |
| The Unholy Cause     | Joe Schreiber                   | 4 de maio de 2010       | Titan Books         | ISBN 1-84856-528-3 |
| The War of the Sons  | Rebecca Dessertine e David Reed | 31 de agosto de 2010    | Titan Books         | ISBN 1-84856-601-8 |
| One Year Gone        | Rebecca Dessertine              | 24 de maio de 2011      | Titan Books         | ISBN 0-85768-099-4 |
| Coyote's Kiss        | Christa Faust                   | 12 de julho de 2011     | Titan Books         | ISBN 0-85768-100-1 |
| Night Terror         | John Passarella                 | 13 de setembro de 2011  | Titan Books         | ISBN 0-85768-101-X |
| Rite of Passage      | John Passarella                 | 14 de agosto de 2012    | Titan Books         | ISBN 1781161119    |
| Fresh Meat           | Alice Henderson                 | 19 de fevereiro de 2013 | Titan Books         | ISBN 1781161127    |
| Carved in Flesh      | Tim Waggoner                    | 16 de abril de 2013     | Titan Books         | ISBN 1781161135    |
| Cold Fire            | John Passarella                 | 29 de março de 2016     | Titan Books         | ISBN 9781781166758 |
| Mythmaker            | Tim Waggoner                    | 26 de julho de 2016     | Titan Books         | ISBN 9781783298549 |
| The Usual Sacrifices | Yvonne Navarro                  | 27 de junho de 2017     | Titan Books         | ISBN 9781783298563 |
| Joyride              | John Passarella                 | 30 de outubro de 2018   | Titan Books         | ISBN 9781783299362 |
| Children of Anubis   | Tim Waggoner                    | 30 de abril de 2019     | Titan Books         | ISBN 9781785653261 |

## Spin-offs

### Samuel Colt
Durante a produção da terceira temporada, Kripke e os roteiristas às vezes discutiam a possibilidade de uma série prequela, ou seja, que se passasse antes do enredo da série principal. O spin-off mostraria as aventuras de Samuel Colt e um grupo de caçadores no Velho Oeste. Kripke disse, "Quem sabe, talvez um dia eu vou ser capaz de contar essa história."

### Wayward Sisters
Em 20 de junho de 2017, foi anunciado que Wayward Sisters, uma série spin-off estrelada por Kim Rhodes como a xerife Jody Mills, estava sendo desenvolvida pelos roteiristas e produtores, Andrew Dabb e Robert Berens, junto com Robert Singer e Phil Sgriccia. O piloto do spin-off estreou como um episódio durante a décima terceira temporada de Supernatural. Em maio de 2018, foi confirmado que a série não seria produzida.

### Ghostfacers
Dada a crescente popularidade dos personagens de Ed Zeddmore e Harry Spangler, Kripke considerou um spin-off dedicado aos Ghostfacers (No Brasil, Os Encara-Fantasmas), um grupo amador de caça sobrenatural. Ele discutiu a ideia com os atores A.J Buckley e Travis Wester, e teve uma reunião bem sucedida com os produtores executivos da The CW. Embora Kripke anunciou planos para produzir uma websérie durante a Comic-Con de 2008, a greve dos roteiristas atrasou a produção até 2009.
Buckley e Wester, juntamente com Patrick J. Doody e Chris Valenziano, escreveram a série. Eles constataram o formato de dez segmentos de três minutos—difícil de dirigir, pois cada webisódio tinha que trabalhar tanto individualmente como parte do enredo geral. No entanto, Wester observou: "Nós não poderíamos ficar muito indulgente, não poderíamos aprofundar longas conversas. Isso ajuda não só com a narração de histórias, mas com a comédia... Com drama, é preciso tempo para estabelecer uma conexão emocional com os personagens. Com comédia, você pode saltar para a direita."  A série também é estrelada por Brittany Ishibashi como Maggie e Austin Basis como Spruce. Embora uma ideia inicial de Kripke envolvia o elenco em busca de reais casas assombradas, a websérie apresenta os Ghostfacers investigando um teatro que acredita-se ser assombrado pelo fantasma de uma jovem (interpretada por Kelly Carlson). Em 23 de outubro de 2011, AJ Buckley postou em sua conta no Twitter uma ligação para um webisódio especial onde os Ghostfacers conhecem Castiel.

### Supernatural: The Animation

Supernatural: The Animation.

Em 9 de junho de 2010, o site oficial da Warner Bros. do Japão anunciou uma versão em anime da série intitulada Supernatural: The Animation (スーパーナチュラル・ザ・アニメーション), que estreou no Japão em janeiro de 2011. A série foi produzida pelo conhecido estúdio de animação japonês Madhouse, o mesmo que criou Death Note. Shigeyuki Miya e Atsuko Ishizuka foram os diretores e Eric Kripke recebeu créditos como criador do projeto. O cofundador da Madhouse, Masao Maruyama foi o produtor executivo, Naoya Takayama supervisionou os roteiros e Takahiro Yoshimatsu desenhou os personagens. Yūya Uchida e Hiroki Touchi, que dão as vozes de Sam e Dean na dublagem japonesa da série em live action, reprisam seus respectivos papéis.
A série de anime teve uma temporada de 22 episódios; a história abrange as primeiras duas temporadas da série em live action, mas também incluem algum material original que explora a infância dos Winchester, o desenvolvimento de alguns personagens secundários e vilões exclusivos para o anime. A Warner Home Video lançou os primeiros dois episódios em Blu-ray e DVD no Japão, em 23 de fevereiro de 2011; os episódios a partir do terceiro e até ao décimo-segundo foram lançados em 9 de março de 2011, e os restantes no dia 27 de abril.
Jared Padalecki dublou Sam na dublagem em inglês do anime, enquanto Jensen Ackles dublou Dean apenas nos dois últimos episódios, por razões de programação; Andrew Farrar dublou Dean nos 20 primeiros episódios.

### The Winchesters
Em maio de 2022, a CW encomendou The Winchesters, uma série prequela que se concentra nos pais de Sam e Dean, John e Mary. A série teve produção executiva de Jensen Ackles, sua esposa Danneel Ackles (que interpretou Anael na série) e o escritor de Supernatural Robbie Thompson. Ackles repete seu papel como Dean Winchester como o narrador. Estreou em 11 de outubro de 2022, e em maio de 2023, a série foi cancelada após uma temporada.